# Daniele Archibugi
Daniele Archibugi es un académico italiano especializado en la economía y las políticas del cambio tecnológico y en teoría de las relaciones internacionales.

## Biografía
Ha trabajado y enseñado en las universidades de Sussex, Cambridge y Roma. Durante el curso académico 2003-2004 fue profesor visitante Leverhulme en la London School of Economics, afiliado al Centro de Estudios de Governanza Global (Centre for the Study of Global Governance). En 2004-2005 fue profesor visitante Lauro de Bosis en la Universidad de Harvard, afiliado al Centro de Estudios Europeos Minda de Gunzeberg. En junio de 2006 fue nombrado profesor honorario de la Universidad de Sussex. 
En la actualidad trabaja en el Consejo Nacional de Investigación Italiano en Roma y en Birkbeck College (Universidad de Londres).  También fue uno de los promotores del Master y Doctorado Interuniversitario en Economía y Gestión de la Innovación de las universidades Complutense, Autónoma y Politécnica de Madrid dirigido por José Molero Zayas.
Es miembro del Consejo Asesor de la revista Papeles de Relaciones Ecosociales y Cambio Global, editada por el Centro de Investigación para la Paz (CIP-Ecosocial) de Madrid.

## Democracia cosmopolita
Junto a David Held, Archibugi ha sido una figura clave en el desarrollo del cosmopolitismo y, en particular, de la democracia cosmopolita. Ha defendido la necesidad de hacer reformas sustanciales en organizaciones internacionales como Naciones Unidas y la Unión Europea. 
Es uno de los promotores de la creación de un Parlamento Mundial de elección directa.

## Justicia global
Abogado de la responsabilidad individual de los gobernantes en el caso de crímenes internacionales, Archibugi también ha apoyado activamente, desde la caída del Muro de Berlín, la creación de una Corte Penal Internacional, colaborando con juristas de la Comisión de Derecho Internacional de las Naciones Unidas y con el gobierno italiano. Con los años, su posición se ha vuelto cada vez más escéptica debido a la incapacidad de los tribunales internacionales para acusar a los más fuertes. Por lo tanto, se posicionó a favor de otros instrumentos cuasijudiciales como las comisiones de la Verdad y la Reconciliación y  Tribunales de opinión.

## Globalización de innovación
Como director de un grupo de expertos del Área de Investigación Europea de la Unión Europea sobre colaboración internacional en ciencia y tecnología, ha señalado que el descenso demográfico en Europa combinado con la falta de vocación de la juventud por las ciencias provocará una dramática escasez de trabajadores cualificados en menos de una generación . Esto repercutirá en áreas clave como la investigación médica, las tecnologías de la información y ciertas especializaciones industriales, poniendo en peligro los niveles de vida de los europeos. 
Archibugi ha instado a la revisión de la política de inmigración europea con el fin de acomodar en una década al menos dos millones de estudiantes cualificados en ciencias e ingenierías procedentes de países en desarrollo.

## Reconstrucción económica después de crisis económicas
Como estudioso del  ciclos económicos, Archibugi combinó la perspectiva keynesiana derivada de sus mentores Federico Caffè, Hyman Minsky y Nicholas Kaldor con la perspectiva schumpeteriana derivada de  Christopher Freeman y la Unidad de Investigación de Políticas Científicas de la Universidad de Sussex. Al combinar las dos perspectivas, Archibugi argumentó que para salir de una crisis, un país debe invertir en sectores emergentes y que, en ausencia de espíritu emprendedor del sector privado, el sector público debe tener la capacidad de gestión para explotar las oportunidades científicas y tecnológicas, también para salvaguardar los bienes públicos. En la crisis mundial de Covid-19, por lo tanto, apoyó la necesidad de combinar el financiamiento de la deuda pública a través de Eurobond con el de un programa de inversión pública.

## Principales trabajos
- En el campo de las Relaciones Internacionales:
  - (con David Held) Cosmopolitan Democracy. An Agenda for a New World Order (Polity Press, 1995)
  - (con David Held y Martin Koehler), Reimagining Political Community. Studies in Cosmopolitan Democracy (Polity Press, 1998)
  - Debating Cosmopolitics, (Verso, 2003)
  - The Global Commonwealth of Citizens. Toward Cosmopolitan Democracy (Princeton University Press, 2008) ISBN 9780691134901
  - Cittadini del mondo. Verso una democrazia cosmopolitica (enlace roto disponible en Internet Archive; véase el historial, la primera versión y la última). (Il Saggiatore, 2009)
  - (con Guido Montani), European Democracy and Cosmopolitan Democracy (The Altiero Spinelli Institute for Federalist Studies, 2011) ISBN|978-88-89495-05-6
  - (con Mathias Koenig-Archibugi y Raffaele Marchetti) Global Democracy: Normative and Empirical Perspectives (Cambridge University Press, 2011) ISBN 978-0-521-17498-5
  - (con Alice Pease) Crime and Global Justice. The Dynamics of International Punishment (Polity Press, 2018) ISBN 9781509512621

- En el campo del Cambio Tecnológico:
  - (con Mario Pianta), The Technological Specialization of Advanced Countries, con prefacio de Jacques Delors (Kluwer, 1992)
  - (con Jonathan Michie), Technology, Globalisation and Economic Performance, con prefacio de Richard Nelson (Cambridge University Press, 1997)
  - (con Jonathan Michie), Trade, Growth and Technical Change, con prefacio de Nathan Rosenberg (Cambridge University Press, 1998);
  - (con Jonathan Michie), Innovation Policy in a Global Economy, con prefacio de Christopher Freeman (Cambridge University Press, 1999);
  - (con Bengt-Åke Lundvall), The Globalising Learning Economy (Oxford University Press, 2001)
  - (con Andrea Filippetti), Innovation and Economic Crises. Lessons and Prospects from the Economic Downturn (Routledge, 2011). ISBN 978-0-415-60228-0
  - (con Andrea Filippetti Archivado el 8 de noviembre de 2016 en Wayback Machine.), The Handbook of Global Science, Technology and Innovation (Wiley, 2015), ISBN 978-1-118-73906-8. Para una presentación del libro, consulte The Handbook of Global Science, Technology and Innovation.

## Artículos disponibles en castellano
- En el campo de las Relaciones Internacionales:
  - Democracia en las Naciones Unidas (Leviatan: revista de hechos e ideas, 1996).
  - Las democracias no combaten entre sí ¿y bien? (Leviatan: revista de hechos e ideas, 1997).
  - (con David Beetham), Los Derechos Humanos Cuentan Cincuenta Años Después (Leviatan: revista de hechos e ideas, 1999).
  - Democracia Cosmopolítica (New Left Review, 2000).
  - La Democracia Cosmopolitica (Leviatan: revista de hechos e ideas, 2000).
  - Demos y Cosmópolis (New Left Review, 2002).
  - (con Iris Marion Young), Hacia un Estado de Derecho global (Papeles de cuestiones internacionales, 2002).
  - Directrices cosmopolitas para la intervención humanitaria (Papeles de cuestiones internacionales, 2003).
  - Un análisis crítico de la autodeterminación de los pueblos (Anuario CIP, 2004)
  - (con Raffaele Marchetti), ¿Qué hacer con Naciones Unidas tras la guerra de Irak? (Papeles de cuestiones internacionales, 2005).
  - ¿Se puede exportar la democracia? (Papeles de cuestiones internacionales, 2006)
  - La lengua de la democracia: ¿vernácula o esperanto? (Papeles de cuestiones internacionales, 2006)
  - (con Mathias Koenig-Archibugi), ¿Qué hay de democrático en la paz democrática? (Papeles de relaciones ecosociales y cambio global, 2007).
  - Confluencia de practicas ciudadanas en la frontera de Arizona (Papeles de relaciones ecosociales y cambio global, 2011).
  - (con David Held), La democracia cosmopolita: caminos y agentes (Papeles de relaciones ecosociales y cambio global, 2012).
  - (con Marco Cellini), Las palancas interna y externa para lograr la democracia global (Papeles de relaciones ecosociales y cambio global, No:138, pp. 81-106, 2017).
  - (con Marco Cellini y Mattia Vitiello), Refugiados en la Unión Europea: desde el alarmismo de emergencia a la gestión común. (Papeles de relaciones ecosociales y cambio global, No: 149, pp. 77-96, 2020).

- En el campo del Cambio Tecnológico:
  - Objetos y sujetos en la interdependencia tecnológica: Hacia un marco contable (Economía Industrial, 1993).
  - (con Jonathan Michie) La internacionalización de la tecnología: mito y realidad (Información Comercial Española: Revista de Economía, 1994)
  - (con Alberto Coco), Europa en la carrera de la innovación (Cuadernos de Economía y Dirección de la Empresa, Núm. 20, 2004).
  - De la deuda pública europea a un plan de inversión, ICEI Papers COVID-19, Nº 9, 1 de abril de 2020.